# 羊城通
羊城通は、広州市を始め、広東省全都市で公共交通機関などにおいて利用できる非接触式ICカードである。2001年12月30日に導入した。現在は広州市を始めとして「嶺南通・○○通」として広東省の各都市とのネットワークを持つICカードとなっている。
ちなみに広州市は現在の正式名が「嶺南通・羊城通」となっている。

## 利用
広州市を始め、広東省の一部の都市を除く各都市の公共交通機関の、バス、タクシー、広州地下鉄、仏山地下鉄、フェリーおよび地下鉄に併設などの一部のコンビニでも電子マネーとしてそのまま利用が可能である。
利用可能な都市は下記の各都市を参照。

### 利用方法
主に広州地下鉄の各駅の窓口で通常タイプの羊城通が発売されており、駅に設置されている販売スタンドにて発売されているハローキティやリラックマなどのオリジナル版も存在する。
販売スタンドで発売されているカードは50元もしくは100元で発売されている種類に限り、現金で購入は可能だが、50元札(50元のカード)、100元札(100元のカード)でしか購入できず、それ以外(30元などのカード)はAlipayなどのキャッシュレスでしか購入できない。
仏山地下鉄では「広仏通」として仏山市内の駅や市内の販売店にて取り扱っているが、基本的に母体となる「嶺南通」として羊城通と互換はしており、広州・仏山の両市内で使用は可能となっている。仏山市の「広仏通」においても地下鉄での販売は広州市の「羊城通」とほぼ同じである。
なお、東莞地下鉄においては駅の窓口で販売はされておらず、販売スタンドも設置がないため、市内のバスターミナルなどに設置されている販売店での購入となる。
地下鉄を所有する広州市・仏山市・東莞市を除く下記の都市でも都市ごとに「嶺南通・○○通」と名称こそ異なるが、先述の「嶺南通」の性格もそのまま備わっているため、互換はされているが、同省に地下鉄を所有する深圳市の深圳地下鉄は深圳市が「嶺南通」のネットワークに参加していなかったため、同市で発行する深圳通に「嶺南通」の性格は備わっておらず、互換はされていないため、利用ができなかった。(2019年11月時点)

## 嶺南通の各都市版の正式名
広州市：嶺南通・羊城通
仏山市：嶺南通・広仏通
深圳市：嶺南通・深圳通
珠海市：嶺南通・珠海通
汕頭市：嶺南通・汕頭
韶関市：嶺南通・韶州通
湛江市：嶺南通・湛江通
肇慶市：嶺南通・肇慶通
江門市：嶺南通・五邑通
茂名市：嶺南通・茂城通
恵州市：嶺南通・恵州通
梅州市：嶺南通・嘉応通
汕尾市：嶺南通・紅海通
河源市：嶺南通・緑都通
陽江市：嶺南通・漠江通
清遠市：嶺南通・広達通
東莞市：嶺南通・東莞通
中山市：嶺南通・中山通
潮州市：嶺南通・韓江通
掲陽市：嶺南通・榕江通
雲浮市：嶺南通・雲浮通
香港：嶺南通・八達通
澳門(マカオ)：嶺南通・澳門通
- 特別行政区の香港とマカオにおいては通常の八達通(オクトパス)ならびに澳門通(マカオパス)と別のものになっている。
- 香港とマカオを除き、全て広東省内。
- 都市によっては旧式のICカードの在庫状況によってはまだ旧式のままになっている都市も見受けられるが、在庫がなくなり次第、「嶺南通」型の新式カードに切り替えは実施。